# Số hóa truyền hình tại Việt Nam

Biểu trưng số hóa truyền hình tại Việt Nam. Biểu trưng này chính thức được công bố vào ngày 13 tháng 3 năm 2014.

Tại Việt Nam, quá trình số hóa truyền hình mặt đất đã được bắt đầu từ ngày 1 tháng 7 năm 2015, khi Đà Nẵng – nơi được chọn làm thí điểm việc số hóa truyền hình – khởi động việc triển khai ngừng phát sóng truyền hình mặt đất tương tự để chuyển sang số hóa truyền dẫn, phát sóng truyền hình mặt đất theo chuẩn DVB-T2. Đến ngày 28 tháng 12 năm 2020, Việt Nam chính thức hoàn thành số hóa truyền hình mặt đất, trở thành nước thứ 5 trong khu vực Đông Nam Á hoàn thành việc tắt sóng truyền hình tương tự (sau Brunei năm 2017, Singapore và Malaysia năm 2019, Thái Lan năm 2020).

## Đề án số hóa truyền hình
Ngày 27 tháng 12 năm 2011, Thủ tướng Chính phủ Nguyễn Tấn Dũng ban hành Quyết định số 2451/QĐ-TTg phê duyệt "Đề án số hóa truyền dẫn, phát sóng truyền hình mặt đất đến năm 2020". Đề án chính thức khởi động từ ngày 1 tháng 4 năm 2014.
Trong đề án nêu ra 4 mục tiêu chung:
1. Chuyển đổi hạ tầng truyền dẫn, phát sóng truyền hình mặt đất từ công nghệ tương tự sang công nghệ số theo hướng hiện đại, hiệu quả, thống nhất về tiêu chuẩn và công nghệ, đồng thời giải phóng một phần tài nguyên tần số để phát triển các dịch vụ thông tin di động và vô tuyến băng rộng.
2. Từng bước mở rộng vùng phủ sóng truyền hình số mặt đất nhằm phục vụ phát triển kinh tế, văn hóa, xã hội, cung cấp các dịch vụ truyền hình đa dạng, phong phú, chất lượng cao, phù hợp với nhu cầu và thu nhập của người dân và đảm bảo thực hiện tốt nhiệm vụ chính trị, quốc phòng, an ninh của Đảng và Nhà nước.
3. Hình thành và phát triển thị trường truyền dẫn, phát sóng truyền hình số mặt đất nhằm thu hút các nguồn lực của xã hội để phát triển hạ tầng kỹ thuật truyền hình, trên cơ sở đảm bảo sự quản lý thống nhất, có hiệu quả của Nhà nước.
4. Tạo điều kiện tổ chức và sắp xếp lại hệ thống các đài phát thanh, truyền hình trên phạm vi cả nước theo hướng chuyên môn hóa, chuyên nghiệp hóa, hoạt động hiệu quả và phân định rõ hoạt động về nội dung thông tin với hoạt động về truyền dẫn, phát sóng.[6]

Điểm được coi là đột phá lớn nhất của đề án là Việt Nam đã lựa chọn sử dụng công nghệ tiên tiến DVB-T2 (bỏ qua công nghệ DVB-T). Điều này giúp cho Việt Nam trở thành một trong sáu nước đầu tiên trên thế giới sử dụng công nghệ này.

## Lộ trình
Để thực hiện kế hoạch số hóa, các tỉnh, thành phố được chia thành 4 nhóm trên cơ sở trình độ phát triển kinh tế - xã hội, điều kiện truyền sóng vô tuyến điện và khả năng phân bổ tần số tại địa phương. Mỗi giai đoạn của số hóa truyền hình sẽ được thực hiện với mỗi nhóm này. Tuy nhiên, so với lộ trình ban đầu, thời điểm ngừng phát sóng truyền hình tương tự mặt đất ở một số địa phương đã được lùi lại một thời gian do những vướng mắc trong khâu chuẩn bị và triển khai thực hiện. 
| Nhóm | Các tỉnh, thành phố | Thời gian hoàn thành số hóa | Thời gian hoàn thành số hóa |
| Nhóm | Các tỉnh, thành phố | Dự kiến                     | Thực tế |
| ---- | --- | --------------------------- | --- |
| I    | Hà Nội (cũ), Hồ Chí Minh, Hải Phòng, Đà Nẵng, Cần Thơ | 31 tháng 12, 2015           | - 1 tháng 11, 2015 (Đà Nẵng) - 15 tháng 8, 2016 (các thành phố còn lại) |
| II   | Hà Nội (mở rộng), Vĩnh Phúc, Bắc Ninh, Hải Dương, Hưng Yên, Quảng Ninh, Thái Nguyên, Thái Bình, Hà Nam, Nam Định, Ninh Bình, Bắc Giang, Phú Thọ, Khánh Hòa, Bình Thuận, Bình Dương, Đồng Nai, Bà Rịa - Vũng Tàu, Long An, Tiền Giang, Bến Tre, Vĩnh Long, Đồng Tháp, An Giang, Hậu Giang | 31 tháng 12, 2016           | - 30 tháng 12, 2016 (Bắc Ninh, Hưng Yên, Hải Dương, Hà Nam, Vĩnh Phúc, Bình Dương, Vĩnh Long, Hậu Giang) - 15 tháng 8, 2017 (Nam Định, Thái Bình, Long An, Bến Tre, Đồng Tháp, An Giang, Tiền Giang; trạm phát sóng chính) - 30 tháng 6, 2020 (Quảng Ninh, Thái Nguyên, Ninh Bình, Bắc Giang, Phú Thọ, Đồng Nai, Bình Thuận, Bà Rịa - Vũng Tàu, Khánh Hòa) |
| III  | Thanh Hóa, Nghệ An, Hà Tĩnh, Quảng Bình, Quảng Trị, Thừa Thiên Huế, Quảng Nam, Quảng Ngãi, Bình Định, Phú Yên, Lâm Đồng, Bình Phước, Tây Ninh, Trà Vinh, Sóc Trăng, Bạc Liêu, Cà Mau, Kiên Giang, Ninh Thuận                                                                             | 31 tháng 12, 2018           | - 31 tháng 12, 2017 (Bình Phước, Trà Vinh, Sóc Trăng, Bạc Liêu, Cà Mau, Kiên Giang) - 9 tháng 10, 2018 (Tây Ninh) - 30 tháng 6, 2020 (các tỉnh còn lại) |
| IV   | Hà Giang, Cao Bằng, Bắc Kạn, Tuyên Quang, Lào Cai, Yên Bái, Lạng Sơn, Điện Biên, Lai Châu, Sơn La, Hòa Bình, Kon Tum, Gia Lai, Đắk Lắk, Đắk Nông | 31 tháng 12, 2020           | 28 tháng 12, 2020 |

## Kết quả
Tại buổi họp báo diễn ra ngày 11 tháng 1 năm 2021, Bộ trưởng Bộ Thông tin và Truyền thông Nguyễn Mạnh Hùng công bố Việt Nam đã hoàn thành việc tắt sóng truyền hình tương tự mặt đất và chính thức hoàn thành Đề án số hoá truyền hình mặt đất. Thông qua việc số hóa truyền hình mặt đất, Việt Nam đã:
- Giải phóng 112 MHz trên băng tần 700 MHz, là băng tần có độ phủ sóng tốt nhất hiện nay cho thông tin di động 5G toàn quốc.
- Mở rộng vùng phủ sóng truyền hình số mặt đất đến 80% dân số, so với 50% dân số năm 2011.
- Thu hút được nguồn lực xã hội để phủ sóng truyền hình số mặt đất.
- Tổ chức, sắp xếp toàn bộ các đài phát thanh, truyền hình địa phương theo hướng chuyên môn hoá, chuyên nghiệp hóa, tập trung vào sản xuất nội dung chương trình và thuê dịch vụ truyền dẫn phát sóng.[8]

Trên thế giới, Việt Nam xếp thứ 78 trên tổng số 193 nước hoàn thành tắt sóng truyền hình tương tự mặt đất.

## Tần số DVB-T2 ở các địa phương
| Bảng tần số DVB-T2 ở các địa phương trên toàn quốc (kênh UHF/VHF) | Bảng tần số DVB-T2 ở các địa phương trên toàn quốc (kênh UHF/VHF)      | Bảng tần số DVB-T2 ở các địa phương trên toàn quốc (kênh UHF/VHF) | Bảng tần số DVB-T2 ở các địa phương trên toàn quốc (kênh UHF/VHF) | Bảng tần số DVB-T2 ở các địa phương trên toàn quốc (kênh UHF/VHF) | Bảng tần số DVB-T2 ở các địa phương trên toàn quốc (kênh UHF/VHF) |
| Tỉnh/thành                                                        | VTV                                                                    | VTC (Đã dừng hoạt động)                                           | SDTV                                                              | AVG                                                               | DTV                                                               |
| ----------------------------------------------------------------- | ---------------------------------------------------------------------- | ----------------------------------------------------------------- | ----------------------------------------------------------------- | ----------------------------------------------------------------- | ----------------------------------------------------------------- |
| An Giang                                                          | 23 (Núi Cấm), 25 (Long Xuyên)                                          |                                                                   | 33 34                                                             |                                                                   |                                                                   |
| Bà Rịa Vũng Tàu                                                   | 22 25                                                                  |                                                                   | 35 (Côn Đảo), 33, 34                                              |                                                                   |                                                                   |
| Bạc Liêu                                                          | 27 25                                                                  |                                                                   | 33, 34                                                            |                                                                   |                                                                   |
| Bắc Giang                                                         | 27 25                                                                  | 30, 31                                                            |                                                                   |                                                                   |                                                                   |
| Bắc Kạn                                                           | 27                                                                     |                                                                   |                                                                   |                                                                   |                                                                   |
| Bắc Ninh                                                          | 26 25                                                                  | 31                                                                |                                                                   |                                                                   |                                                                   |
| Bến Tre                                                           | 25, 27                                                                 | 31                                                                | 33, 34                                                            | 50, 57, 58, 59 42, 43, 44, 45                                     |                                                                   |
| Bình Dương                                                        | 25                                                                     | 55, 56 30, 31 (HCM)                                               | 33,34                                                             | 50, 57, 58, 59 42, 43, 44, 45                                     |                                                                   |
| Bình Định                                                         | 25                                                                     | 29, 30                                                            | 36                                                                |                                                                   |                                                                   |
| Bình Phước                                                        | 26                                                                     |                                                                   | 33,34                                                             |                                                                   |                                                                   |
| Bình Thuận                                                        | 39 26                                                                  |                                                                   | 33                                                                |                                                                   |                                                                   |
| Cà Mau                                                            | 24                                                                     | 30                                                                | 33, 34                                                            |                                                                   |                                                                   |
| Cao Bằng                                                          | 27                                                                     |                                                                   |                                                                   |                                                                   |                                                                   |
| Cần Thơ                                                           | 25, 27                                                                 | 29, 31                                                            | 33, 34                                                            | 50, 57, 58, 59 42, 43, 44, 45                                     |                                                                   |
| Đà Nẵng                                                           | 25                                                                     | 39 29, 31                                                         | 36                                                                | 50,57-59 42–45                                                    |                                                                   |
| Điện Biên                                                         | 27                                                                     |                                                                   |                                                                   |                                                                   |                                                                   |
| Đắk Lắk                                                           | 25, 26                                                                 |                                                                   | 36                                                                |                                                                   |                                                                   |
| Đắk Nông                                                          | 27                                                                     |                                                                   | 36                                                                |                                                                   |                                                                   |
| Đồng Nai                                                          |                                                                        | 30, 31                                                            | 33, 34                                                            |                                                                   |                                                                   |
| Đồng Tháp                                                         |                                                                        |                                                                   | 33, 34                                                            | 50, 57, 58, 59 42, 43, 44, 45                                     |                                                                   |
| Gia Lai                                                           | 27                                                                     |                                                                   |                                                                   |                                                                   |                                                                   |
| Hà Giang                                                          | 26                                                                     |                                                                   |                                                                   |                                                                   |                                                                   |
| Hà Nam                                                            | 25                                                                     |                                                                   |                                                                   | 56, 57, 58, 59 42, 43, 44, 45                                     | 48                                                                |
| Hà Nội                                                            | 51 24 25, 27                                                           | 34, 26, 29 30, 31                                                 |                                                                   | 56, 57, 58, 59 42, 43, 44, 45                                     | 49 37, 48                                                         |
| Hà Tĩnh                                                           | 25 (Thiên Tượng), 27 (TP Hà Tĩnh)                                      | 29 31                                                             |                                                                   |                                                                   |                                                                   |
| Hải Dương                                                         | 22 25                                                                  |                                                                   |                                                                   | 56–59                                                             |                                                                   |
| Hải Phòng                                                         | 43 23 (Cát Bà) 21 (Hiền Hào) 27 (Bạch Long Vĩ), 25, 27 (Đồi Thiên Văn) | 39 30, 31                                                         |                                                                   | 56-59 42-45                                                       | 46 (Đồ Sơn), 48                                                   |
| Hậu Giang                                                         |                                                                        |                                                                   | 33, 34                                                            |                                                                   |                                                                   |
| Hòa Bình                                                          | 26                                                                     | 7 8                                                               |                                                                   |                                                                   | 34                                                                |
| Hồ Chí Minh                                                       | 25 (Bình Dương)                                                        | 30, 55 30 (Bình Dương), 31                                        | 33, 34                                                            | 50, 57, 58, 59 42, 43, 44, 45                                     |                                                                   |
| Hưng Yên                                                          | 25, 27 (Hà Nội)                                                        | 30, 31 (Hà Nội)                                                   |                                                                   | 42, 43, 44, 45(Hà Nội)                                            | 48 (Hà Nội)                                                       |
| Khánh Hòa                                                         | 25 (Nha Trang), 27 (Vạn Ninh)                                          |                                                                   | 36                                                                | 56–59                                                             |                                                                   |
| Kiên Giang                                                        | 25 (Hòn Me), 26 (Hà Tiên), 27 (Hòn Me)                                 | 29 (Phú Quốc) , 30, 31                                            | 33, 34                                                            |                                                                   |                                                                   |
| Kon Tum                                                           | 26                                                                     |                                                                   |                                                                   |                                                                   |                                                                   |
| Lai Châu                                                          | 25                                                                     |                                                                   |                                                                   |                                                                   |                                                                   |
| Lạng Sơn                                                          | 27                                                                     |                                                                   |                                                                   |                                                                   |                                                                   |
| Lào Cai                                                           | 26                                                                     |                                                                   |                                                                   |                                                                   |                                                                   |
| Lâm Đồng                                                          | 25                                                                     |                                                                   | 36                                                                |                                                                   |                                                                   |
| Long An                                                           | 25, 27                                                                 |                                                                   | 33, 34                                                            |                                                                   |                                                                   |
| Nam Định                                                          | 25, 27                                                                 | 29, 30 29, 31                                                     |                                                                   |                                                                   |                                                                   |
| Nghệ An                                                           | 25 (Thiên Tượng) 24 (Đô Lương) 26 (Vinh)                               | 31, 32, 29 (Yên Thành) 29, 30                                     |                                                                   |                                                                   |                                                                   |
| Ninh Bình                                                         | 39 25                                                                  | 34 30, 31                                                         |                                                                   | 56, 57, 58, 59 42, 43, 44, 45(Hải Phòng)                          | 48                                                                |
| Ninh Thuận                                                        | 27                                                                     | 29                                                                | 36                                                                |                                                                   |                                                                   |
| Phú Thọ                                                           | 24 (Tam Đảo)                                                           |                                                                   |                                                                   | 42, 43, 44, 45 (Hà Nội)                                           | 49 48                                                             |
| Phú Yên                                                           | 26                                                                     |                                                                   |                                                                   |                                                                   |                                                                   |
| Quảng Bình                                                        | 27                                                                     | 36 29, 35                                                         |                                                                   |                                                                   |                                                                   |
| Quảng Nam                                                         | 36 (Cù Lao Chàm) 26 28 (Cù Lao Chàm)                                   | 29, 30                                                            | 36                                                                | 57, 58, 59 42, 43, 44, 45(Sơn Trà, Đà Nẵng)                       |                                                                   |
| Quảng Ngãi                                                        | 38 (Lý Sơn) 27                                                         |                                                                   | 36                                                                |                                                                   |                                                                   |
| Quảng Ninh                                                        | 39 (Cô Tô) 26 (Vân Đồn) 25, 27 (Hạ Long, Móng Cái)                     | 6 9 30                                                            |                                                                   | 56–59 42–45 (Hải Phòng)                                           | 47, 48                                                            |
| Quảng Trị                                                         | 26                                                                     | 29, 31, 35                                                        |                                                                   |                                                                   |                                                                   |
| Sóc Trăng                                                         | 26 25                                                                  |                                                                   | 33, 34                                                            |                                                                   |                                                                   |
| Sơn La                                                            | 26                                                                     | 29, 30, 31                                                        |                                                                   |                                                                   |                                                                   |
| Tây Ninh                                                          | 24 25, 26                                                              |                                                                   | 33, 34                                                            |                                                                   |                                                                   |
| Thái Bình                                                         | 25 (Nam Định), 27 (Hà Nội)                                             | 29, 30, 31, 34                                                    |                                                                   | 56–59 42–45                                                       | 48                                                                |
| Thái Nguyên                                                       | 26, 24 (Tam Đảo)                                                       | 30, 29, 31                                                        |                                                                   |                                                                   | 47 (Định Hóa, TP. Thái Nguyên)                                    |
| Thanh Hóa                                                         | 26 .                                                                   | 35, 36 29,30,31 30,31 29,31                                       |                                                                   |                                                                   |                                                                   |
| Thừa Thiên Huế                                                    | 27                                                                     | 33, 30, 34                                                        |                                                                   |                                                                   |                                                                   |
| Tiền Giang                                                        |                                                                        |                                                                   | 33,34                                                             | 50,57–59 42, 43, 44, 45                                           |                                                                   |
| Trà Vinh                                                          | 24 25                                                                  |                                                                   | 33,34                                                             |                                                                   |                                                                   |
| Tuyên Quang                                                       | 26                                                                     |                                                                   |                                                                   |                                                                   |                                                                   |
| Vĩnh Long                                                         |                                                                        |                                                                   | 33, 34                                                            |                                                                   |                                                                   |
| Vĩnh Phúc                                                         | 23 26 24 (Tam Đảo)                                                     | 30                                                                |                                                                   |                                                                   |                                                                   |
| Yên Bái                                                           | 27                                                                     |                                                                   |                                                                   |                                                                   |                                                                   |

## Danh sách kênh DVB-T2 đang phát sóng

### VTV
- VTV1 HD
- VTV2 HD
- VTV3 HD
- VTV4 (SD)
- VTV5 HD
- VTV Cần Thơ HD
- VTV7 (SD)
- VTV8 HD
- VTV9 HD
- VTV4 HD (phát tại khu vực đồng bằng sông Hồng và một số tỉnh miền nam).
- VTV7 HD (phát tại khu vực đồng bằng sông Hồng và một số tỉnh miền nam).
- VTV5 Tây Nam Bộ HD (phát tại khu vực đồng bằng sông Hồng, Huế và miền Nam)
- VTV5 Tây Nguyên HD (chỉ phát tại Đắk Lắk)
- Kênh địa phương (thay đổi tùy theo khu vực)

### SDTV

#### Kênh 33 UHF
- HTV9
- TH Tây Ninh HD
- HTVC Thể Thao
- HTV7 HD
- HTV Key
- TH Long An HD
- BTV6
- TH Đồng Tháp 1
- TH Sóc Trăng 2
- TH Bình Dương 1
- TH Bình Phước 1 HD
- TH Cần Thơ
- TH Bà Rịa – Vũng Tàu
- TH Đồng Tháp 2
- TH Bạc Liêu HD
- TH Bình Thuận

#### Kênh 34 UHF
- THVL1 – HD
- TH An Giang
- TH Sóc Trăng 1
- THVL2 – HD
- TH Cà Mau HD
- TH Tiền Giang HD
- THVL3 – HD
- TH Hậu Giang HD
- TH Trà Vinh HD
- THVL4 – HD
- TH Kiên Giang

#### Kênh 35 UHF
- TH Bà Rịa – Vũng Tàu
- TH Quốc Phòng VN
- VTV1
- HTV9
- VTV3
- TH Vĩnh Long 1
- TH Tiền Giang
- HTV7
- TH Công An Nhân dân
- TH An Giang
- TH Kiên Giang

#### Kênh 36 UHF
- HTV7 HD
- TH Vĩnh Long 1 HD
- TH Khánh Hòa
- HTV9
- TH Vĩnh Long 2 HD
- TH Bình Định HD
- TH Lâm Đồng
- HTV2
- TH Tây Ninh
- TH Quảng Nam
- HTV3
- TH Đà Nẵng 1 HD
- TH Cần Thơ
- HTVC Thể Thao
- TH Đà Nẵng 2
- TH Đồng Tháp 1

### DTV

#### Kênh 37 UHF
- YOU TV
- H2 UHD (Hà Nội 2 4K)
- THVL1 HD (Vĩnh Long 1 HD)
- THVL2 HD (Vĩnh Long 2 HD)
- THVL3 HD (Vĩnh Long 3 HD)

#### Kênh 48 UHF
- H1 HD (Hà Nội 1 HD)
- H2 HD (Hà Nội 2 HD)
- THVL1 HD (Vĩnh Long 1 HD)
- THP HD (Hải Phòng HD)
- Quốc Phòng Việt Nam HD
- BTV6 (Shopping)
- NTV HD (Ninh Bình HD)
- TN HD (Thái Nguyên HD)
- QTV1 HD (Quảng Ninh 1 HD)
- QTV3 (Quảng Ninh 3)
- HY HD (Hưng Yên HD)
- PTV HD (Phú Thọ HD)

### AVG
- Hướng dẫn khách hàng
- Quốc Phòng Việt Nam HD
- NTV HD (Ninh Bình HD)
- HYTV HD (Hưng Yên HD)
- TTV HD (Tuyên Quang HD)
- LTV HD (Lai Châu HD)
- BTV HD (Bắc Ninh HD) (chỉ phát tại miền Bắc)
- TN HD (Thái Nguyên HD) (chỉ phát tại miền Nam)
- NTV HD (Nghệ An HD) (chỉ phát tại miền Nam)
- THBT HD (Bến Tre HD) (chỉ phát tại miền Nam)